# Three Bold Siblings
Three Bold Siblings (en hangul, 삼남매가 용감하게; romanización revisada, Samnammaega Yonggamhage; literalmente, «Tres hermanos valientes») es una serie de televisión surcoreana de 2022-23 protagonizada por Lee Ha-na, Lim Ju-hwan, Lee Tae-sung, Kim Seung-soo, Kim So-eun y Lee You-jin. Se emitió en KBS2 desde el 24 de septiembre de 2022 hasta el 19 de marzo de 2023, los sábados y domingos a las 20:00 horas (KST).

## Sinopsis
Es una historia sobre Kim Tae-joo (Lee Ha-na) y Lee Sang-joon (Lim Ju-hwan) los dos hijos primogénitos que tuvieron que madurar pronto y ayudar a sus familias, y que buscan la felicidad.

## Reparto

### Principal
- Lee Ha-na como Kim Tae-joo. Es agradable e indulgente, pero también tiene una actitud cálida. Elimina asociaciones con personas de las que podría prescindir.[3]
- Lim Ju-hwan como Lee Sang-joon, un actor famoso. Es delicado, innovador y astuto. También es el hermano mayor de su familia. Desde que era joven, su familia lo ha querido profundamente. Y como alguna vez aquella estuvo en números rojos, Sang-joon se hizo cargo y continúa apoyándolos monetariamente. Durante un rodaje Lee Sang-joon resulta herido y va a la clínica de urgencias.[3]
  - Go Kyung-min como Lee Sang-joon de joven.[4]
- Lee Tae-sung como Cha Yun-ho. Un director de documentales llamado 'Caballo Salvaje'. Tiene una personalidad genial, contundente, valiente y no tiene intención de casarse. Fue un hombre que experimentó un cambio en los valores del matrimonio a través de muchos encuentros.[5]
- Kim Seung-soo como Shin Mu-young, director de una pequeña empresa. Se graduó con una maestría en Química. Es una persona amable y no se enoja, tiene un enfoque lógico para afrontar los problemas.[5]
- Kim So-eun como Kim So-rim, la hija mediana de la familia Kim, hermana menor de Tae-joo. Una persona amigable y sociable que se lleva bien con su hermana. So-rim es una hermosa instructora de pilates cuya alegre personalidad atrae a los demás.[5]
- Lee You-jin como Kim Gun-woo, el hijo menor, es médico del hospital general. Cuando se ve atrapado en una historia de amor inesperada en su vida, se mete en un lío.[5]

### Secundario

#### Entorno de los tres hermanos
- Jung Jae-soon como Choi Mal-soon, abuela de tres hermanos, tiene una personalidad limpia y estricta. A ella no le gusta Tae-joo.[6]
- Lee Kyung-jin como Yoo Jung-suk, madre de tres hijos y persona fuerte y honesta. Pero siente tristeza por Tae-joo.[6]
- Song Seung-hwan como Kim Hae-bok, chef de Today's Curry, padre de Gun-woo y So-rim y padrastro de Tae-joo, tiene una personalidad cálida y cariñosa.[6]

#### Entorno de Lee Sang-joon
- Kim Yong-rim como Yoon Gap-bun, abuela de Lee Sang-joon y Lee Sang-min, madre de Jang Se-ran.[7]
- Chang Mi-hee como Jang Se-ran, madre de Lee Sang-joon y Lee Sang-min. No solo es hermosa y sofisticada, sino también inteligente, con talento artístico y visión para los negocios, nunca se rinde.[7]
- Wang Bit-na como Jang Hyun-jung, profesora universitaria, columnista, creadora de contenidos de moda y brillante y rompedora que muchas veces se muestra indiferente, pero en el fondo ansiosa por ganar.[5]
- Moon Ye-won como Lee Sang-min, la hermana menor de Lee Sang-joon.[8][9][10]
- Min Sung-wook como Jang Young-sik, primo de la madre de Lee Sang-joon e hijo del hermano de Yoon Gap-bun.[11]
- Jung Soo-young como Na Eun-joo, prima del hijo mayor Lee Sang-joon; es una gran trabajadora que dirige un estudio fotográfico con su marido y supervisa la gestión, las relaciones públicas, el alquiler de ropa e incluso la limpieza.[12]
- Ryu Ui-hyun como Jang Soo-bin, personalidad brillante y sencillez optimista que hace la vida agradable. Es una fuente de energía. Es primo de Lee Sang-joon y Lee Sung-min.[13]
- Jung Woo-jin como Jang Ji-woo, segundo hijo de Jang Young-sik y hermano de Soo-Bin. Es el primo quinto de Lee Sang-joon y Lee Sung Min.[14]

#### Otros
- Kim Ji-an como Shin Ji-hye, hija de una familia adinerada, emocionalmente honesta y que no conoce el mundo.[15][16]
- Yang Dae-hyuk como Jo Nam-soo, trabaja como empleado en grandes empresas. Novio de So-Rim a la que engaña.[17]
- Oh Ha-nee como Min Yu-ri, la única hija de una familia adinerada y llena de ternura. Novia de Gun-woo, al que está engañando.[18][19]
- Jang Hee-jung como Hoo Yong-sil, compañero de la escuela de enfermería de Kim Tae-joo, y su mejor amigo.[20]

### Extendido
- Jeon No-min como Kim Myung-jae, el tío de Kim Tae-joo.[21]
- Go On como Bae Dong-chan, el novio de Lee Sang-min, un actor que se hace pasar por fiscal para casarse con Lee Sang-min, a la que engaña el día de su boda.[22]
- Han Ji-wan como la persona que le arrojó un huevo a Tae-joo.[23]
- Lee Se-young como Streamer, una transmisora de televisión sospechosa que vio Tae-joo.[23]
- Cha Ji-hoon como Hong Seok, el actor elegido para el drama Black & White.[24]
- Lee Ki-taek como Won Ji-hoon, el mejor amigo de Cha Yun-ho, trabaja con él.[25]
- Lee Seung-hyung como Wang Seung-goo, el representante de Sang-joon.[26]
- Jung Gun-joo como un actor de la serie donde actúa Sang-joon.[23]
- Park Hee-soo como Jang Jae-won, nieto coreanoestadounidense de Jang Se-ran.[27]
- Ahn Ji-hye como Lee Jang-mi.[28][29]
- Kim Kyung-hwa como Oh Hee-eun, la exmujer de Shin Mu-young.[30]
- Kim Seon-hwa como la madre de Young-shik.[31]

## Producción
La serie, escrita por Kim In-young, está planificada por la División de Drama de KBS y producida por GnG Productions.  La primera lectura de guion por el reparto se realizó en agosto de 2022.

## Audiencia
| Temporada | Temporada | Episodio número | Episodio número | Episodio número | Episodio número | Episodio número | Episodio número | Episodio número | Episodio número | Episodio número | Episodio número | Episodio número |
| Temporada | Temporada | 1               | 2               | 3               | 4               | 5               | 6               | 7               | 8               | 9               | 10              | 11              |
| --------- | --------- | --------------- | --------------- | --------------- | --------------- | --------------- | --------------- | --------------- | --------------- | --------------- | --------------- | --------------- |
|           | 1         | 3.528           | 3.919           | 3.331           | 3.493           | 2.908           | 3.275           | 3.114           | 3.390           | 3.246           | 3.581           | —               |
|           | 2         | 2.792           | 3.372           | 3.314           | 3.888           | 3.427           | 3.788           | 3.210           | 3.752           | 3.238           | 3.336           | —               |
|           | 3         | 3.319           | 4.019           | 3.558           | 4.083           | 3.629           | 3.982           | 3.532           | 4.221           | 4.203           | 3.675           | —               |
|           | 4         | 4.440           | 3.951           | 4.284           | 3.342           | 3.684           | 4.088           | 4.821           | 4.470           | 4.870           | 4.102           | —               |
|           | 5         | 4.836           | 4.090           | 4.905           | 4.462           | 5.067           | 4.384           | 5.144           | 4.422           | 5.130           | 4.301           | 5.016           |

| Episodio | Fecha de emisión         | Índices de audiencia | Índices de audiencia | Índices de audiencia |
| Episodio | Fecha de emisión         | Nielsen Korea        | Nielsen Korea        | TNmS                 |
| Episodio | Fecha de emisión         | Nacional             | Seúl                 | Nacional             |
| --- | ------------------------ | -------------------- | -------------------- | -------------------- |
| 1 | 24 de septiembre de 2022 | 20,5 % (1.ª)         | 18,4 % (1.ª)         | 17,6 % (1.ª)         |
| 2 | 25 de septiembre de 2022 | 22,1 % (1.ª)         | 19,8 % (1.ª)         | 19,2 % (1.ª)         |
| 3 | 1 de octubre de 2022     | 18,5 % (1.ª)         | 17,0 % (1.ª)         | 15,6 % (1.ª)         |
| 4 | 2 de octubre de 2022     | 19,6 % (1.ª)         | 17,8 % (1.ª)         | 18,0 % (1.ª)         |
| 5 | 8 de octubre de 2022     | 16,9 % (1.ª)         | 15,3 % (1.ª)         | 14,6 % (1.ª)         |
| 6 | 9 de octubre de 2022     | 19,2 % (1.ª)         | 18,2 % (1.ª)         | 16,3 % (1.ª)         |
| 7 | 15 de octubre de 2022    | 18,5 % (1.ª)         | 16,1 % (1.ª)         | 14,6 % (1.ª)         |
| 8 | 16 de octubre de 2022    | 20,1 % (1.ª)         | 18,6 % (1.ª)         | 16,7 % (1.ª)         |
| 9 | 22 de octubre de 2022    | 18,3 % (1.ª)         | 16,8 % (1.ª)         | 14,7 % (1.ª)         |
| 10 | 23 de octubre de 2022    | 20,9 % (1.ª)         | 19,5 % (1.ª)         | 16,9 % (1.ª)         |
| 11 | 29 de octubre de 2022    | 16,7 % (1.ª)         | 14,8 % (1.ª)         | 14,6 % (1.ª)         |
| 12 | 30 de octubre de 2022    | 18,8 % (1.ª)         | 16,6 % (1.ª)         | 15,0 % (1.ª)         |
| 13 | 5 de noviembre de 2022   | 18,7 % (1.ª)         | 16,3 % (1.ª)         | 15,6 % (1.ª)         |
| 14 | 6 de noviembre de 2022   | 22,2 % (1.ª)         | 19,9 % (1.ª)         | 17,7 % (1.ª)         |
| 15 | 12 de noviembre de 2022  | 19,4 % (1.ª)         | 17,4 % (1.ª)         | 16,3 % (1.ª)         |
| 16 | 13 de noviembre de 2022  | 20,8 % (1.ª)         | 18,9 % (1.ª)         | 17,7 % (1.ª)         |
| 17 | 19 de noviembre de 2022  | 18,9 % (1.ª)         | 17,1 % (1.ª)         | 15,2 % (1.ª)         |
| 18 | 20 de noviembre de 2022  | 21,0 % (1.ª)         | 19,2 % (1.ª)         | 17,6 % (1.ª)         |
| 19 | 26 de noviembre de 2022  | 18,5 % (1.ª)         | 17,0 % (1.ª)         | 15,3 % (1.ª)         |
| 20 | 27 de noviembre de 2022  | 18,6 % (1.ª)         | 16,9 % (1.ª)         | 16,0 % (1.ª)         |
| 21 | 3 de diciembre de 2022   | 19,0 % (1.ª)         | 17,1 % (2.ª)         | 16,7 % (1.ª)         |
| 22 | 4 de diciembre de 2022   | 22,8 % (1.ª)         | 21,0 % (1.ª)         | 18,8 % (1.ª)         |
| 23 | 10 de diciembre de 2022  | 20,1 % (1.ª)         | 17,8 % (1.ª)         | 16,2 % (1.ª)         |
| 24 | 11 de diciembre de 2022  | 22,5 % (1.ª)         | 20,5 % (1.ª)         | 18,4 % (1.ª)         |
| 25 | 17 de diciembre de 2022  | 21,2 % (1.ª)         | 18,8 % (1.ª)         | 16,1 % (1.ª)         |
| 26 | 18 de diciembre de 2022  | 22,5 % (1.ª)         | 20,0 % (1.ª)         | 18,4 % (1.ª)         |
| 27 | 24 de diciembre de 2022  | 19,4 % (1.ª)         | 18,0 % (1.ª)         | —                    |
| 28 | 25 de diciembre de 2022  | 23,5 % (1.ª)         | 21,9 % (1.ª)         | 19,9 % (1.ª)         |
| 29 | 1 de enero de 2023       | 22,8 % (1.ª)         | 21,3 % (1.ª)         | —                    |
| 30 | 7 de enero de 2023       | 21,4 % (1.ª)         | 20,4 % (1.ª)         | 16,9 % (1.ª)         |
| 31 | 8 de enero de 2023       | 24,4 % (1.ª)         | 23,0 % (1.ª)         | 19,7 % (1.ª)         |
| 32 | 14 de enero de 2023      | 21,9 % (1.ª)         | 20,0 % (1.ª)         | —                    |
| 33 | 15 de enero de 2023      | 25,0 % (1.ª)         | 23,5 % (1.ª)         | 20,2 % (1.ª)         |
| 34 | 21 de enero de 2023      | 18,4 % (1.ª)         | 16,9 % (1.ª)         | 16,2 % (1.ª)         |
| 35 | 22 de enero de 2023      | 19,6 % (1.ª)         | 17,8 % (1.ª)         | 17,1 % (1.ª)         |
| 36 | 28 de enero de 2023      | 23,1 % (1.ª)         | 21,6 % (1.ª)         | 19,2 % (1.ª)         |
| 37 | 29 de enero de 2023      | 26,3 % (1.ª)         | 25,2 % (1.ª)         | 21,2 % (1.ª)         |
| 38 | 4 de febrero de 2023     | 24,1 % (1.ª)         | 21,8 % (1.ª)         | 19,2 % (1.ª)         |
| 39 | 5 de febrero de 2023     | 26,7 % (1.ª)         | 25,0 % (1.ª)         | 21,9 % (1.ª)         |
| 40 | 11 de febrero de 2023    | 23,3 % (1.ª)         | 21,7 % (1.ª)         | 20,1 % (1.ª)         |
| 41 | 12 de febrero de 2023    | 26,8 % (1.ª)         | 25,4 % (1.ª)         | 21,2 % (1.ª)         |
| 42 | 18 de febrero de 2023    | 23,4 % (1.ª)         | 21,7 % (1.ª)         | —                    |
| 43 | 19 de febrero de 2023    | 27,2 % (1.ª)         | 25,6 % (1.ª)         | 21,8 % (1.ª)         |
| 44 | 25 de febrero de 2023    | 25,2 % (1.ª)         | 23,3 % (1.ª)         | 19,0 % (1.ª)         |
| 45 | 26 de febrero de 2023    | 27,6 % (1.ª)         | 25,8 % (1.ª)         | 21,3 % (1.ª)         |
| 46 | 4 de marzo de 2023       | 24,9 % (1.ª)         | 22,8 % (1.ª)         | 19,4 % (1.ª)         |
| 47 | 5 de marzo de 2023       | 28,0 % (1.ª)         | 25,4 % (1.ª)         | 22,2 % (1.ª)         |
| 48 | 11 de marzo de 2023      | 24,3 % (1.ª)         | 22,2 % (1.ª)         | 18,7 % (1.ª)         |
| 49 | 12 de marzo de 2023      | 27,2 % (1.ª)         | 24,3 % (1.ª)         | 22,3 % (1.ª)         |
| 50 | 18 de marzo de 2023      | 24,8 % (1.ª)         | 22,8 % (1.ª)         | —                    |
| 51 | 19 de marzo de 2023      | 27,5 % (1.ª)         | 25,3 % (1.ª)         | 22,6 % (1.ª)         |
| Promedio | Promedio                 | 22,0 %               | 20,2 %               | —                    |
| - En la table superior, los números azules indican los datos más bajos, y los números rojos los más altos. - N/A indica que el dato es desconocido. |                          |                      |                      |                      |

## Premios y candidaturas
| Año  | Premios   | Categoría                                             | Candidato                  | Resultado | Ref.          |
| ---- | --------- | ----------------------------------------------------- | -------------------------- | --------- | ------------- |
| 2022 | KBS Drama | Premio a la excelencia, actriz en una serie dramática | Lee Ha-na                  | Ganadora  | [ 35 ] [ 36 ] |
| 2022 | KBS Drama | Premio a la excelencia, actriz en una serie dramática | Kim So-eun                 | Nominada  | [ 35 ] [ 36 ] |
| 2022 | KBS Drama | Premio a la excelencia, actor en una serie dramática  | Lim Ju-hwan                | Ganador   | [ 35 ] [ 36 ] |
| 2022 | KBS Drama | Premio a la excelencia, actor en una serie dramática  | Kim Seung-soo              | Nominado  | [ 35 ] [ 36 ] |
| 2022 | KBS Drama | Mejor actor de reparto                                | Song Seung Hwan            | Nominado  | [ 35 ] [ 36 ] |
| 2022 | KBS Drama | Mejor actor revelación                                | Lee You-jin                | Ganador   | [ 35 ] [ 36 ] |
| 2022 | KBS Drama | Mejor actriz revelación                               | Ki So-tu                   | Nominada  | [ 35 ] [ 36 ] |
| 2022 | KBS Drama | Premio a la popularidad, actriz                       | Lee Ha-na                  | Nominada  | [ 35 ] [ 36 ] |
| 2022 | KBS Drama | Premio a la popularidad, actor                        | Lim Ju-hwan                | Nominado  | [ 35 ] [ 36 ] |
| 2022 | KBS Drama | Premio a la mejor pareja                              | Kim Seung-soo y Kim So-eun | Ganadores | [ 35 ] [ 36 ] |